# Ancien hôtel de ville de Leipzig
L'ancien hôtel de ville de Leipzig - , qui domine le côté est du marché de la ville foraine - est considéré comme l'un des bâtiments séculaires les plus importants d'Allemagne de la Renaissance. À l'arrière se trouve le Naschmarkt (de). Le maire et l'administration municipale sont installés dans le nouvel hôtel de ville depuis 1905.

## Histoire
En 1341, le margrave Frédéric II de Misnie offre aux drapiers de Leipzig un bâtiment représentatif au sud du marché, probablement construit dans le style roman à la fin du XIIIe siècle. Ce bâtiment correspond approximativement, par son emplacement et sa superficie, à l'actuelle salle du conseil de l'ancien hôtel de ville. On peut supposer que le conseil municipal exerce déjà ses fonctions ici. L'hôtel de ville de Leipzig est mentionné pour la première fois dans un document de 1360. En raison de la croissance de Leipzig et de l'augmentation des tâches du conseil municipal qui en résulte, des extensions sont réalisées sur le côté nord de la Tuchhaus. Les deux nouveaux bâtiments, qui s'étendent initialement jusqu'au passage actuel, sont érigés sur les fondations des bâtiments précédents, ce qui explique également le "coude" d'environ trois degrés dans la façade longitudinale de la mairie entre le premier et le deuxième pignon nain à partir de la droite.
Au milieu du XVe siècle, il est relié à deux autres bâtiments au nord du passage actuel. En décembre 1467, une nouvelle salle du conseil est achevée. La construction d'une tour d'escalier au-dessus du passage et donc la fusion finale des différents bâtiments ne peuvent être retracées avec précision. Une tour d'escalier est mentionnée pour la première fois en 1476. Les drapiers se sont installés dans leur propre bâtiment en 1482. Un an plus tard, une chambre secrète est créée, qui est une sorte de mezzanine et peut être visitée aujourd'hui comme l'Aerar (trésor). En 1498, le commerce étant florissant à l'époque, il est décidé de reconstruire l'hôtel de ville, mais cela devient financièrement impossible.

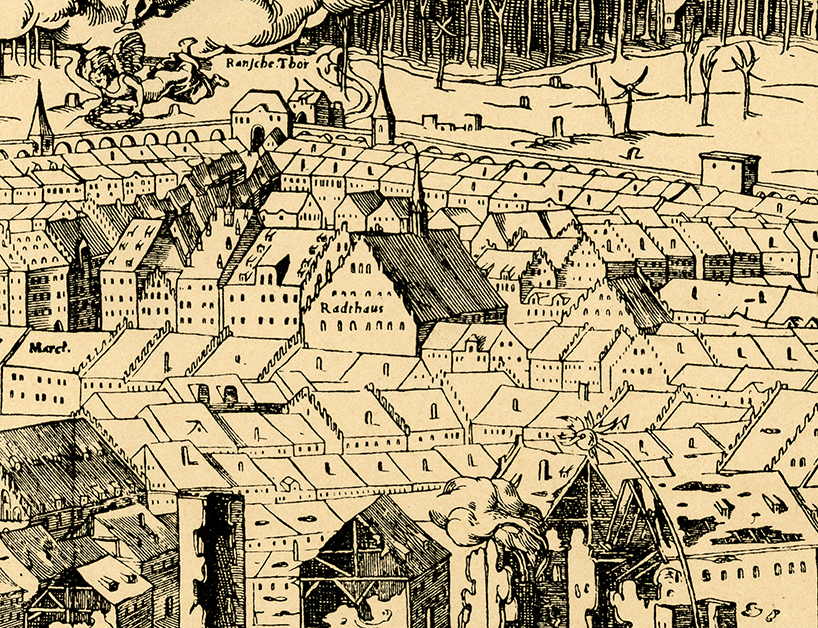
Vue la plus ancienne de l'ancien hôtel de ville de 1547
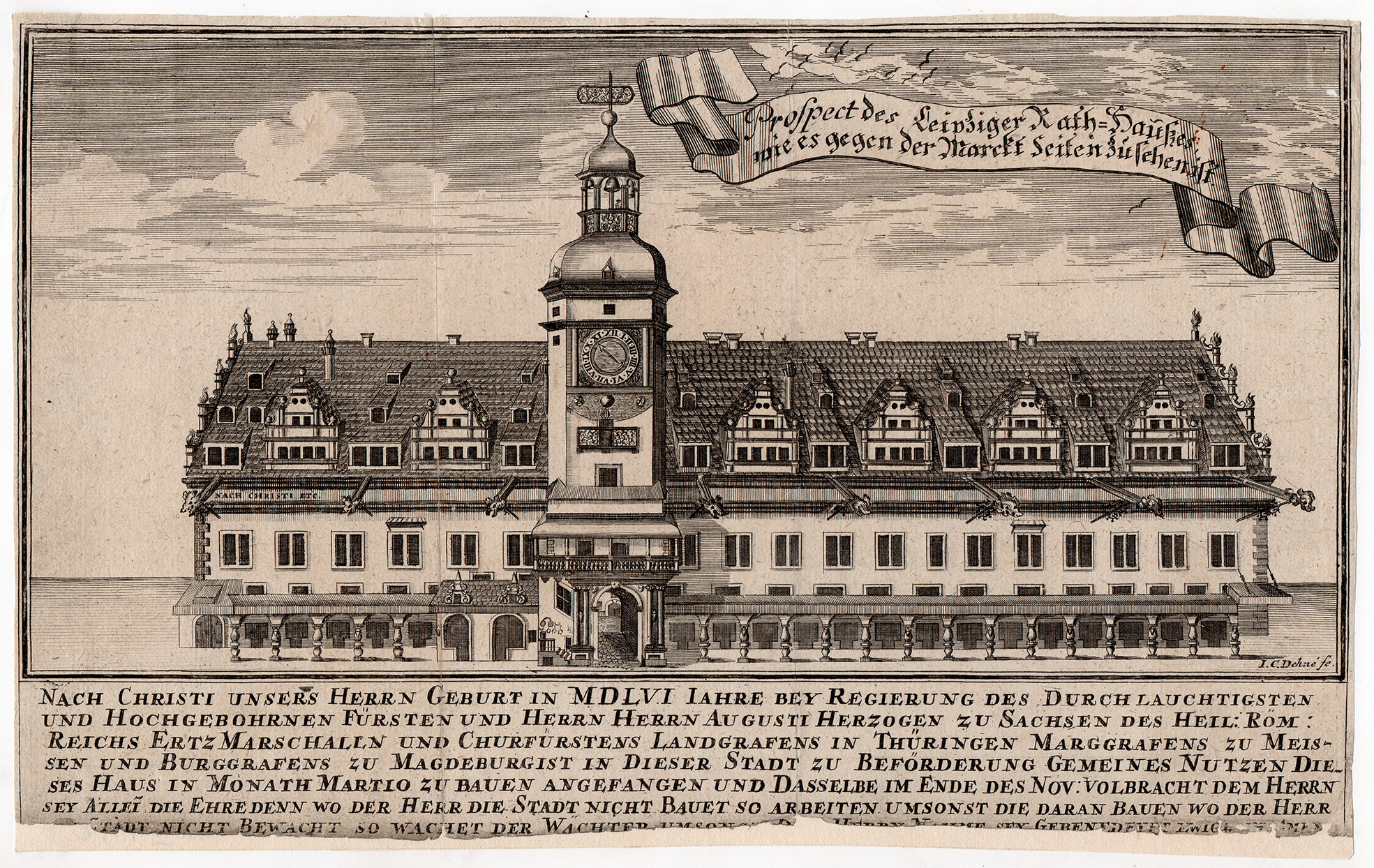
Ancien hôtel de ville, 1672
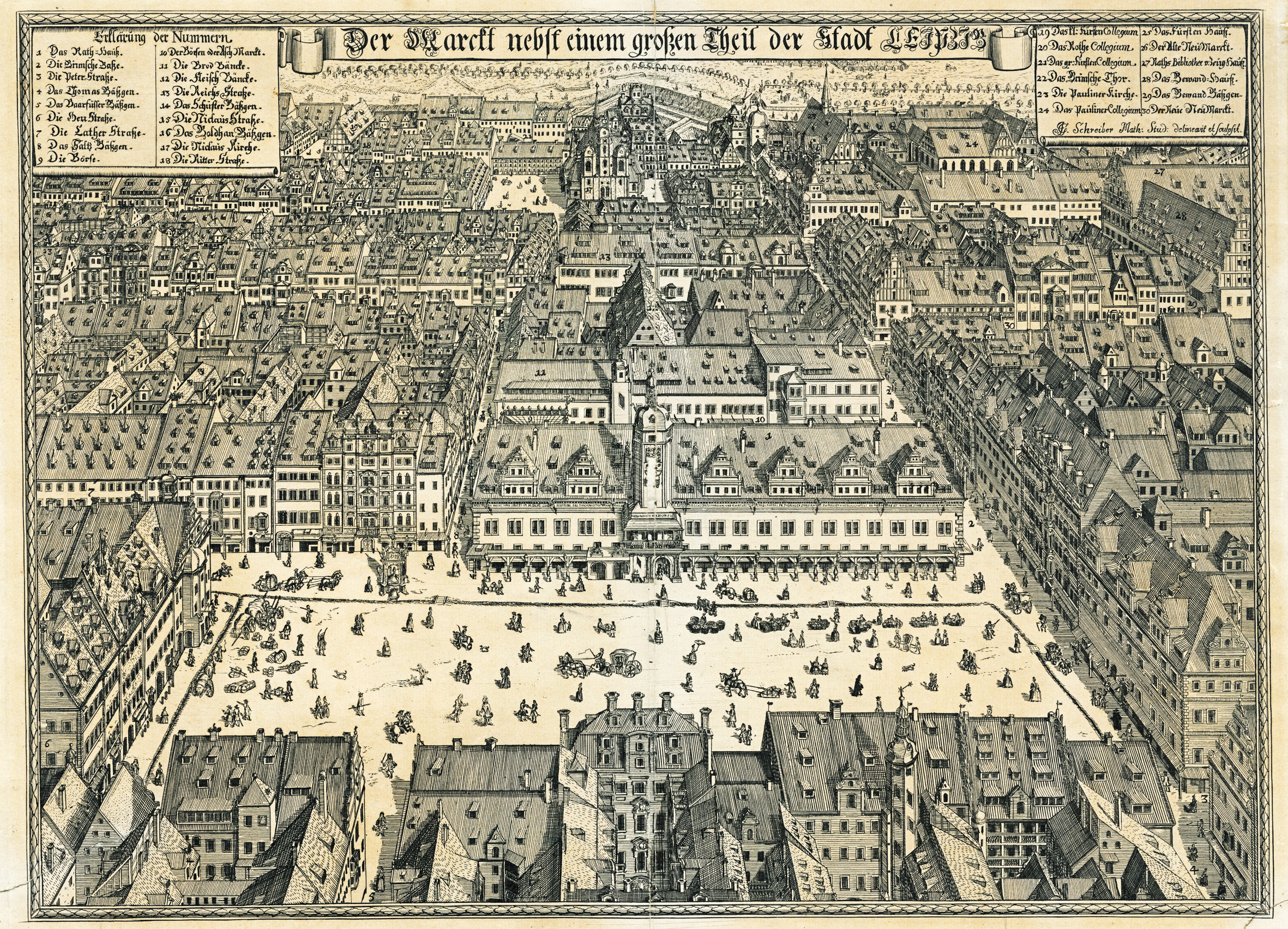
La place du marché de Leipzig avec l'ancien hôtel de ville, 1712

Jusqu'au milieu du XVIe siècle, il y a des changements structurels fondamentaux, par exemple l'hôtel de ville est élargi d'environ quatre mètres en direction du Naschmarkt, accompagné d'un agrandissement et d'une surélévation du toit. L'hôtel de ville est reconstruit en 1556/57 par le maire régnant et grand marchand Hieronymus Lotter et acquiert ainsi largement son aspect extérieur actuel dans le style de la Renaissance saxonne. Le premier chef de chantier est Paul Speck (de), à qui l'on peut probablement attribuer le dessin. Il est suivi par le maître Paul Widemann (de) après sa mort au début de 1557. Le maître maçon de la ville, Sittich Pfretzschner (de), est également impliqué.
En plus d'être le siège des conseillers, l'ancien hôtel de ville abrite également la Haute Cour et le tribunal des échevins, le magistrat de la ville, les archives du conseil et des cellules de prison logées dans la cave dès la fin du XVIe siècle. La salle des fêtes, d'une longueur d'environ 40 mètres, est longtemps le plus grand lieu de manifestation de la ville et est donc également utilisée pour des réceptions publiques et des festivités.
Les peintures de Hans Krell (de) représentant des princes saxons, qui se trouvent dans la salle de bal et la salle du conseil depuis 1553, sont continuellement complétées.

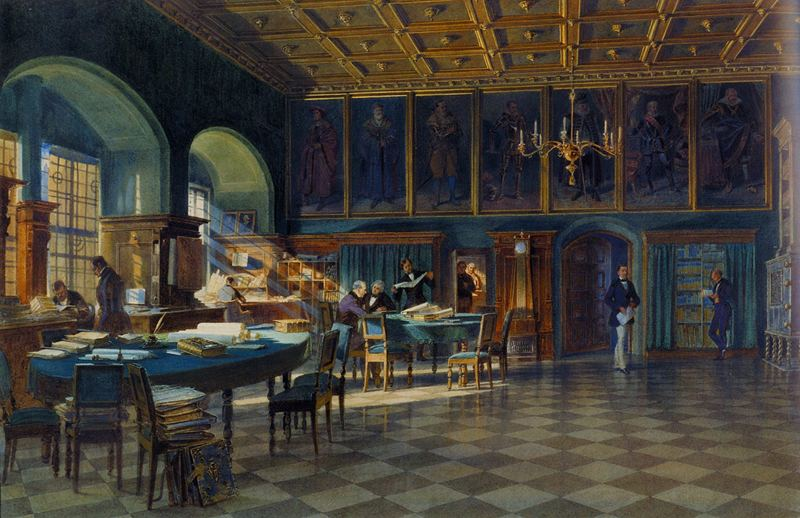
Peinture de la salle du conseil de 1858

Dès le XVIIIe siècle, il est question d'augmenter la hauteur de l'édifice. Finalement, seule la tour est surélevée de 2,80 mètres par le maître d'œuvre Christian Döring (de). À la fin du XIXe siècle, l'hôtel de ville s'est finalement avéré trop petit pour la ville en pleine expansion. Des décennies de discussions ont suivi sur la démolition du bâtiment et sa reconstruction sur le même site, voire la vente du terrain pour la construction d'immeubles commerciaux. Le nouvel hôtel de ville est finalement construit en 1899 à la place du Pleissembourg. La préservation de l'ancien hôtel de ville est décidée en 1905 avec une égalité par le vote du président du conseil municipal, Johannes Junck. Après d'importants travaux de rénovation, il doit servir de Musée d'histoire de la ville de Leipzig (de).

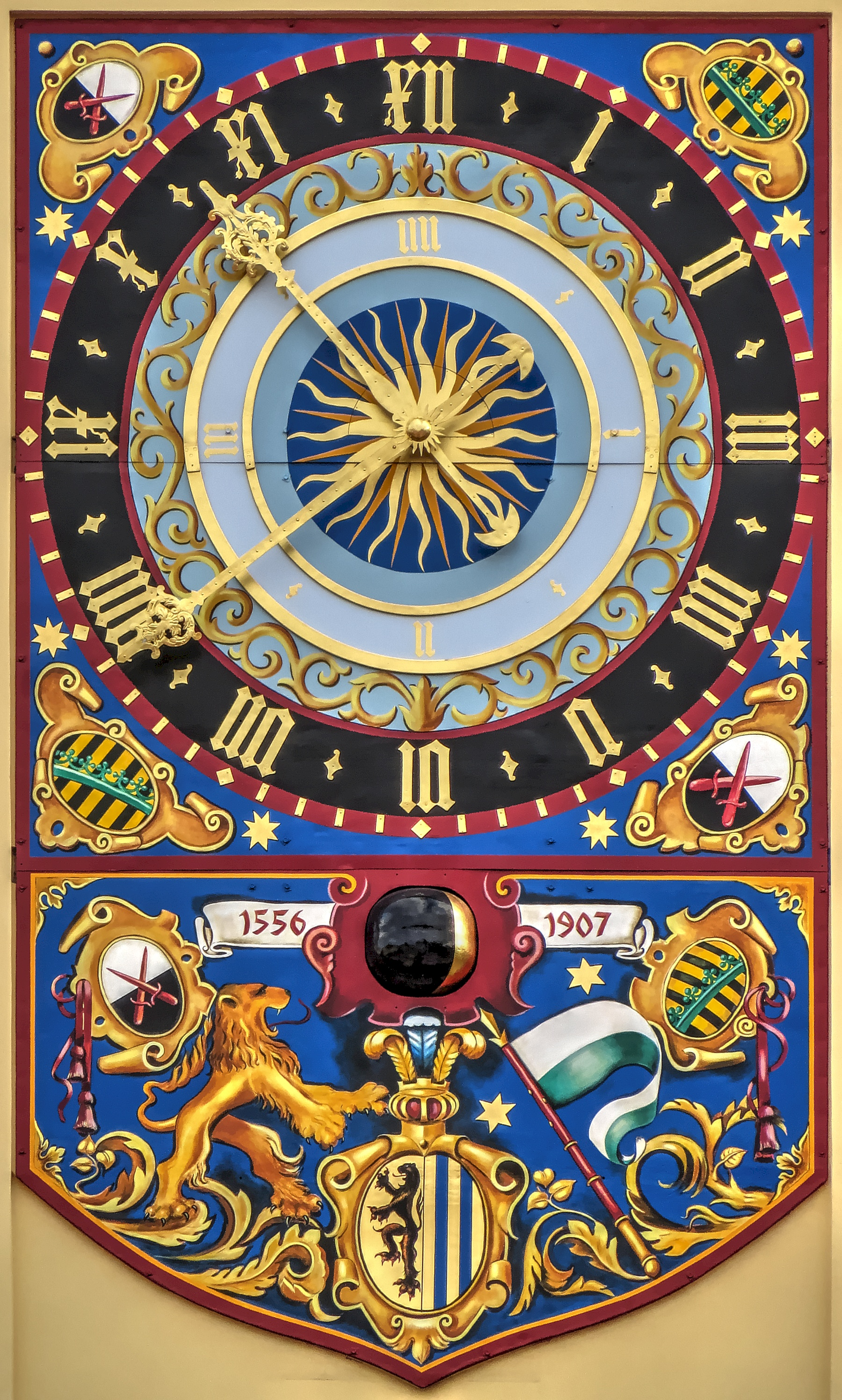
Horloge astronomique sur le côté ouest de la tour après la restauration en 2018

Les travaux de restauration et de reconstruction pour la nouvelle utilisation en tant que musée ont lieu de 1906 à 1909, l'extérieur actuel est en grande partie un remodelage de ces conversions. Dans le même temps, une arcade en porphyre de Rochlitz (de) est créée au rez-de-chaussée, côté marché, à la place des tonnelles de vente en bois. Depuis lors, il y a deux fontaines «Badender Knabe» et «Badendes Mädchen» dans une niche à l'intérieur et devant le passage du côté du Naschmarkt.
Pendant la Seconde Guerre mondiale, le bâtiment est gravement endommagé lors du raid aérien sur Leipzig (de) le 4 décembre 1943, et la structure du toit a complètement brûlé. Le plafond en béton soutenu par du fer, qui est installé pendant les travaux de rénovation au début du XXe siècle, empêche les flammes de se propager de la structure du toit aux salles historiques du premier étage. La plupart du contenu du musée a déjà été déplacé auparavant et est préservé. La reconstruction de l'un des premiers bâtiments publics de Leipzig a lieu de 1946 à 1950. Après de petites expositions à partir de 1945, le musée d'histoire de la ville et donc l'ancien hôtel de ville rouvrent en 1952.
De 1988 à 1990, le bâtiment est fermé pendant longtemps pour la dernière fois en raison d'importants travaux de rénovation et de rénovation. De début 2017 à 2018, la façade, y compris les cadrans des deux horloges, est largement rénovée.
À l'intérieur du bâtiment, il faut surtout voir la grande salle de banquet, la salle du conseil, la salle du paysage de style baroque tardif, la trésorerie et le seul portrait authentique de Jean-Sébastien Bach (par Elias Gottlob Haussmann), qui signe son certificat de travail en tant que Thomaskantor dans la salle du conseil en 1723. Il convient également de mentionner le modèle de ville de 1823, réalisé par Johann Christoph Merzdorf,.

## Descriptif
L'ancien hôtel de ville est un emblème de Leipzig et est généralement considéré comme un très beau bâtiment. L'impression de beauté vient de la longueur, de la couleur, de l'uniformité et des proportions. Avec deux étages et une longueur de 93 mètres, le bâtiment est plus long que haut. Mais il reste le toit pentu. Le bord de l'avant-toit est bas, le toit contribue de manière significative à la hauteur. En ce qui concerne son effet, il est relégué au second plan par la rangée de frontons (6 côté Marktplatz, 7 côté Naschmarkt) avec leurs lignes horizontales de liaison. Comparée à la longueur, la largeur de la maison est également relativement faible. Les hauts pignons à gradins typiques de l'époque en Saxe sur les côtés étroits sont soulignés par de fortes corniches à l'horizontale. L' arcade en pierre du côté du marché, construite entre 1906 et 1909 et se prolongeant sur les pignons, représente un autre élément horizontal fort. La structure allongée est interrompue par la tour d'escalier octogonale, qui se dresse du côté du marché à côté du portail principal, à travers lequel un passage du marché au Naschmarkt est possible. Seules deux couleurs sont utilisées au total: le ton chaud du porphyre de Rochlitz et un ton beige ou ocre assorti pour l'enduit mural. Le portail principal est soutenu par deux colonnes ioniques avec des têtes dites gaffes (Gaffköpfe) flanquées, qui sont censées représenter les maîtres bâtisseurs. Au deuxième coup d'œil, on découvre de nombreux autres détails tels que les oriels en pierre des deux pignons, des clefs de voûte dessinées, des fontaines ornementales, toutes sortes de plaques commémoratives et enfin une meneau du côté sud. Celle-ci est datée de 1230 et provient d'un édifice antérieur, probablement une tour d'habitation.

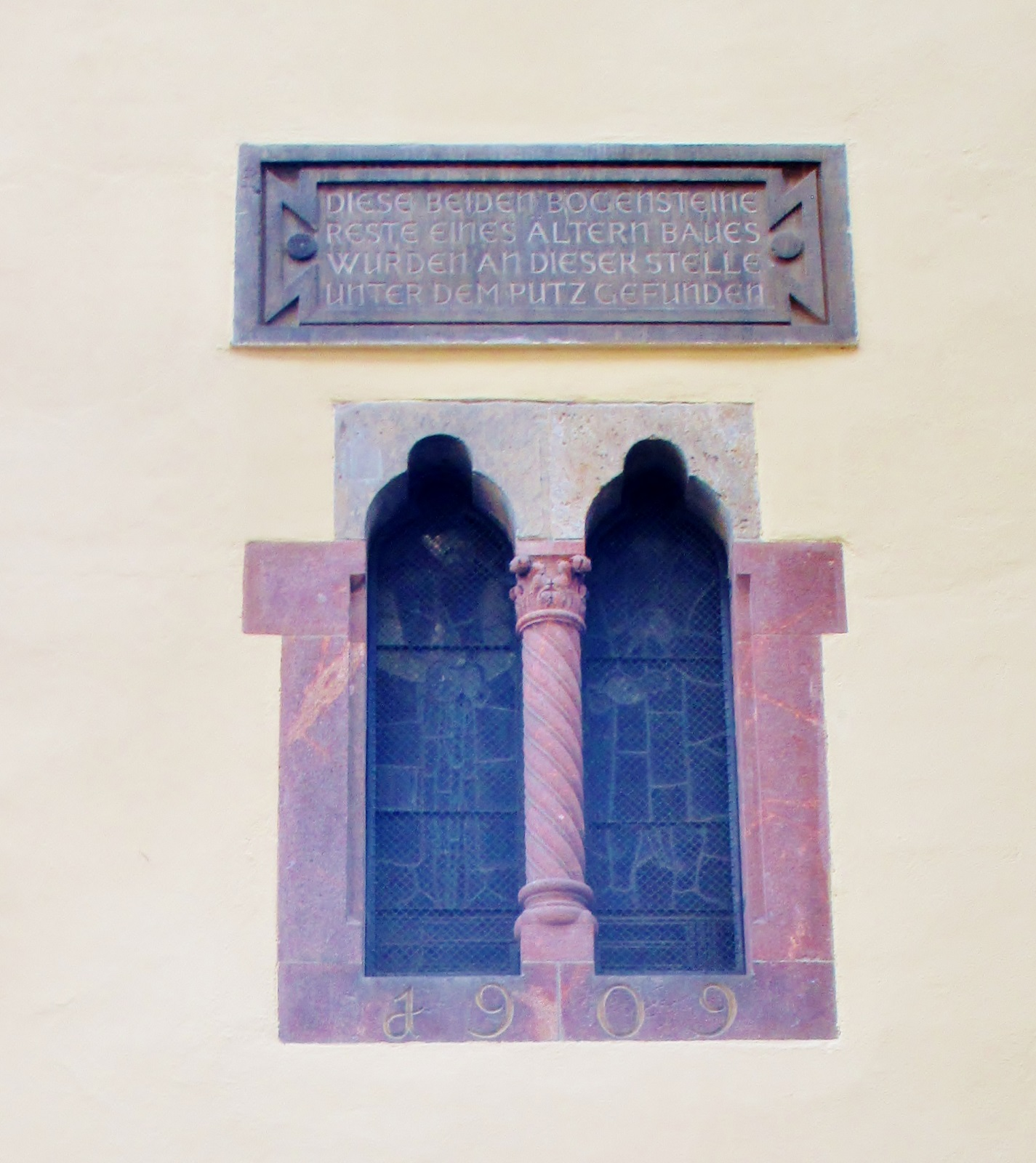
Meneau de l'année 1230
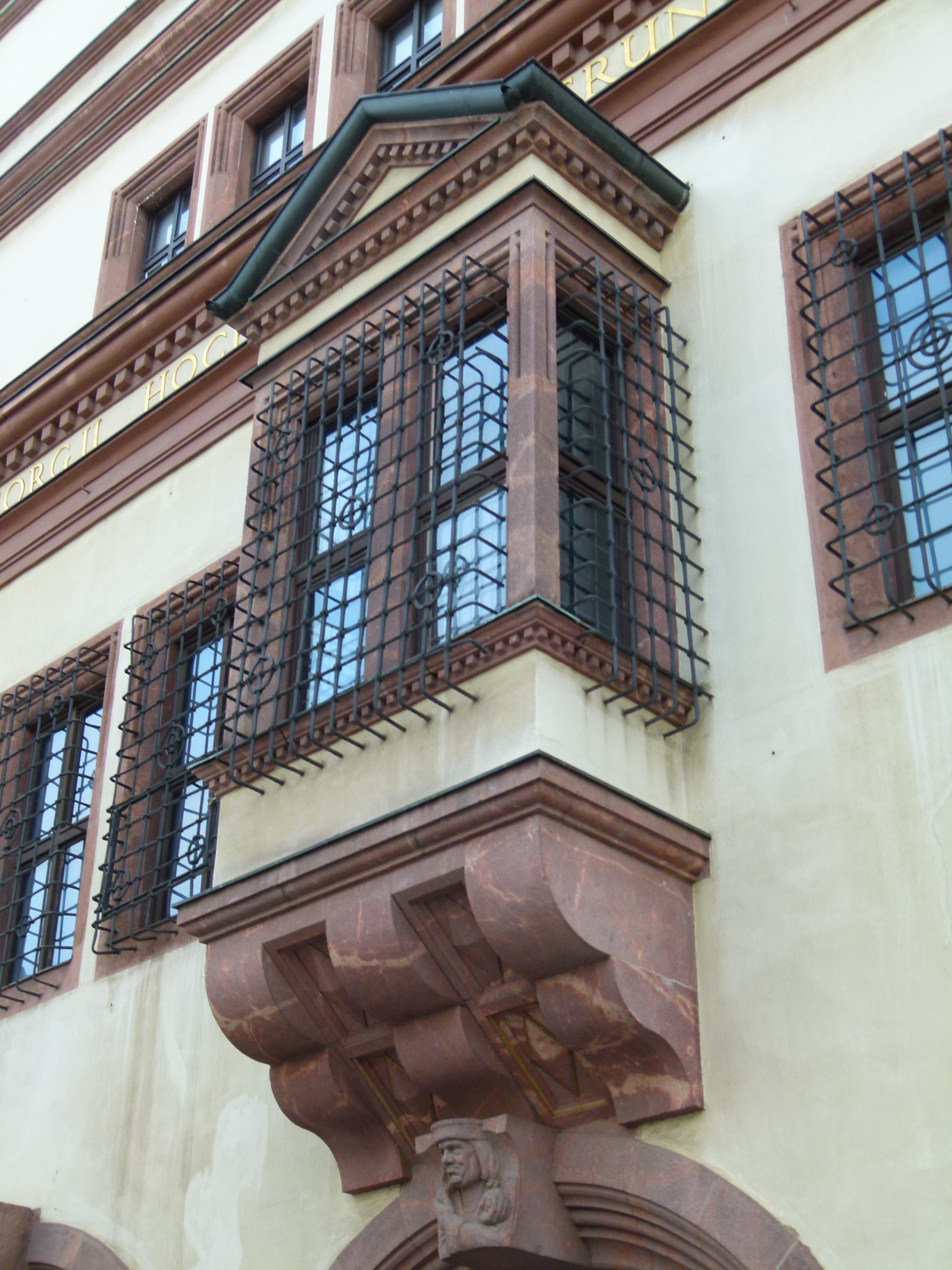
Boîte baie vitrée
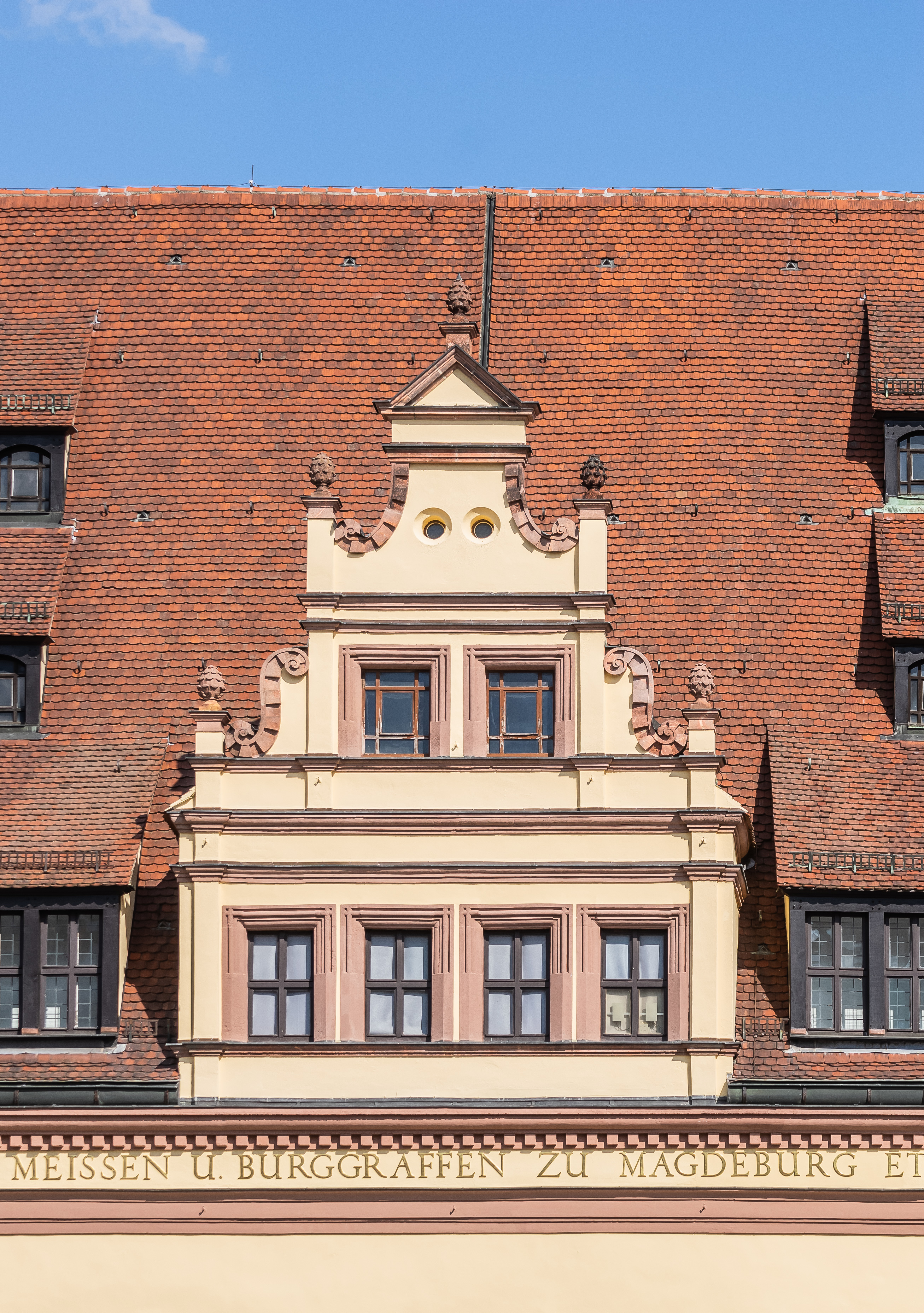
Gâble
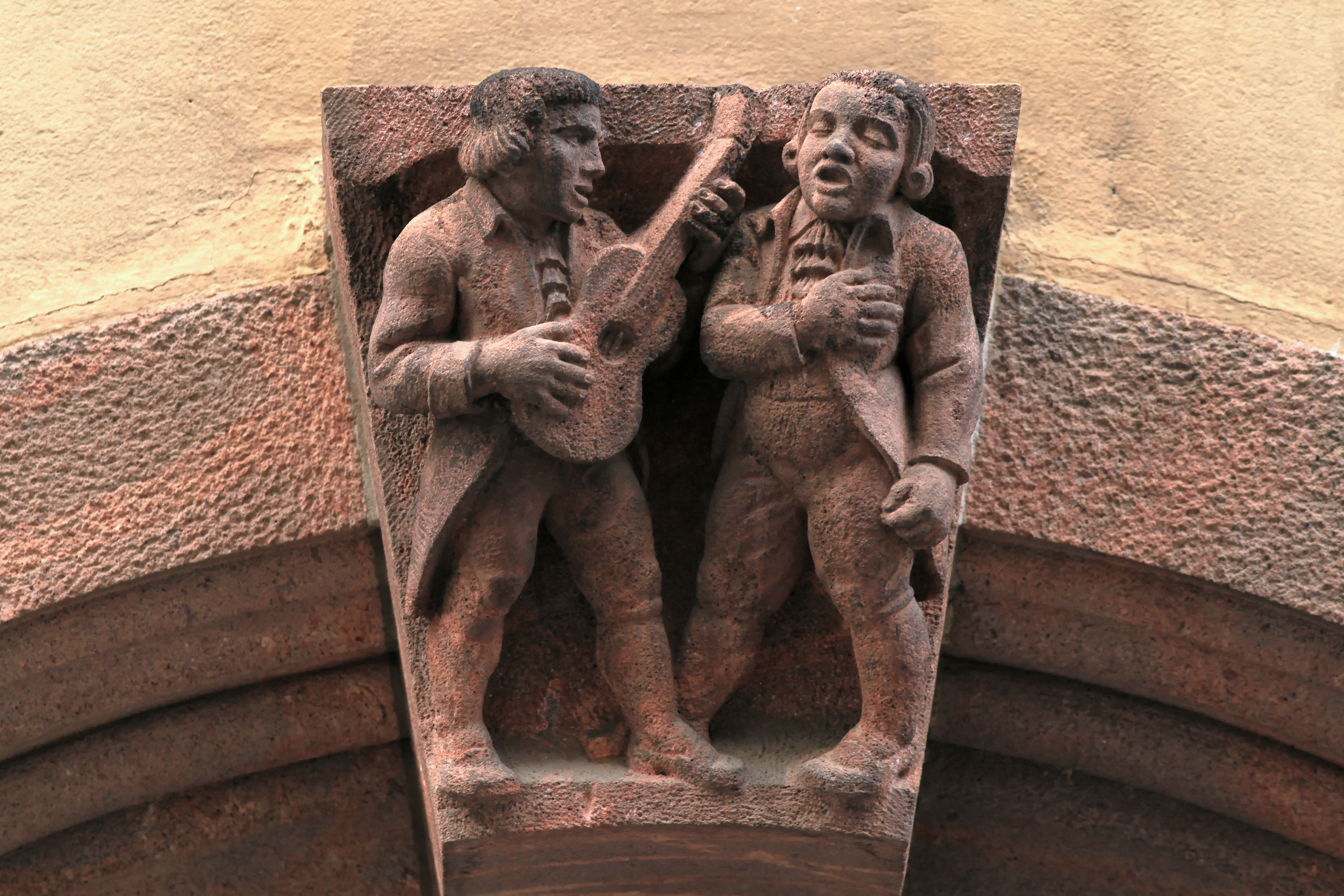
Clé de voûte dans une arche
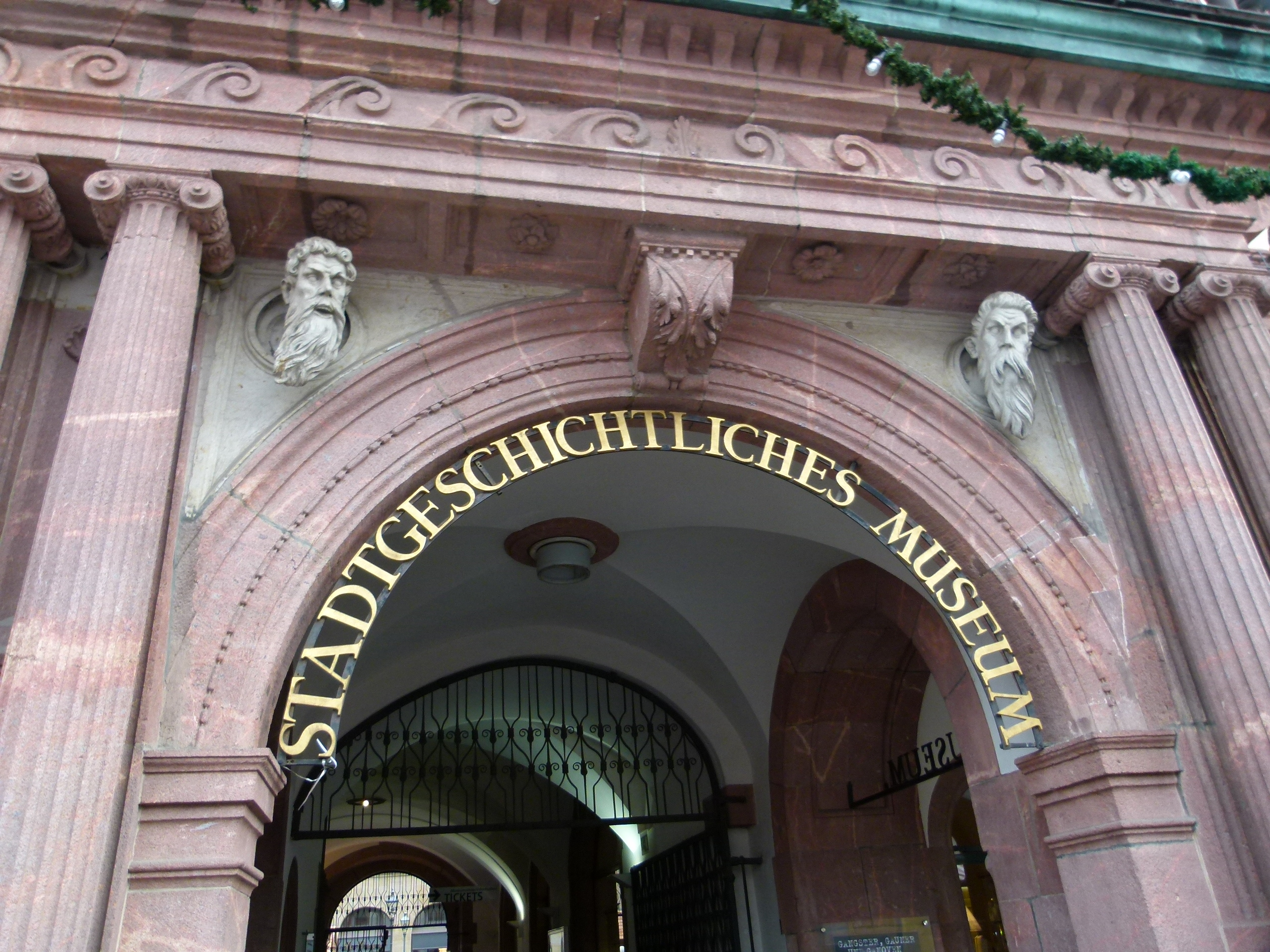
Portail principal – chefs de Lotter et Widemann?
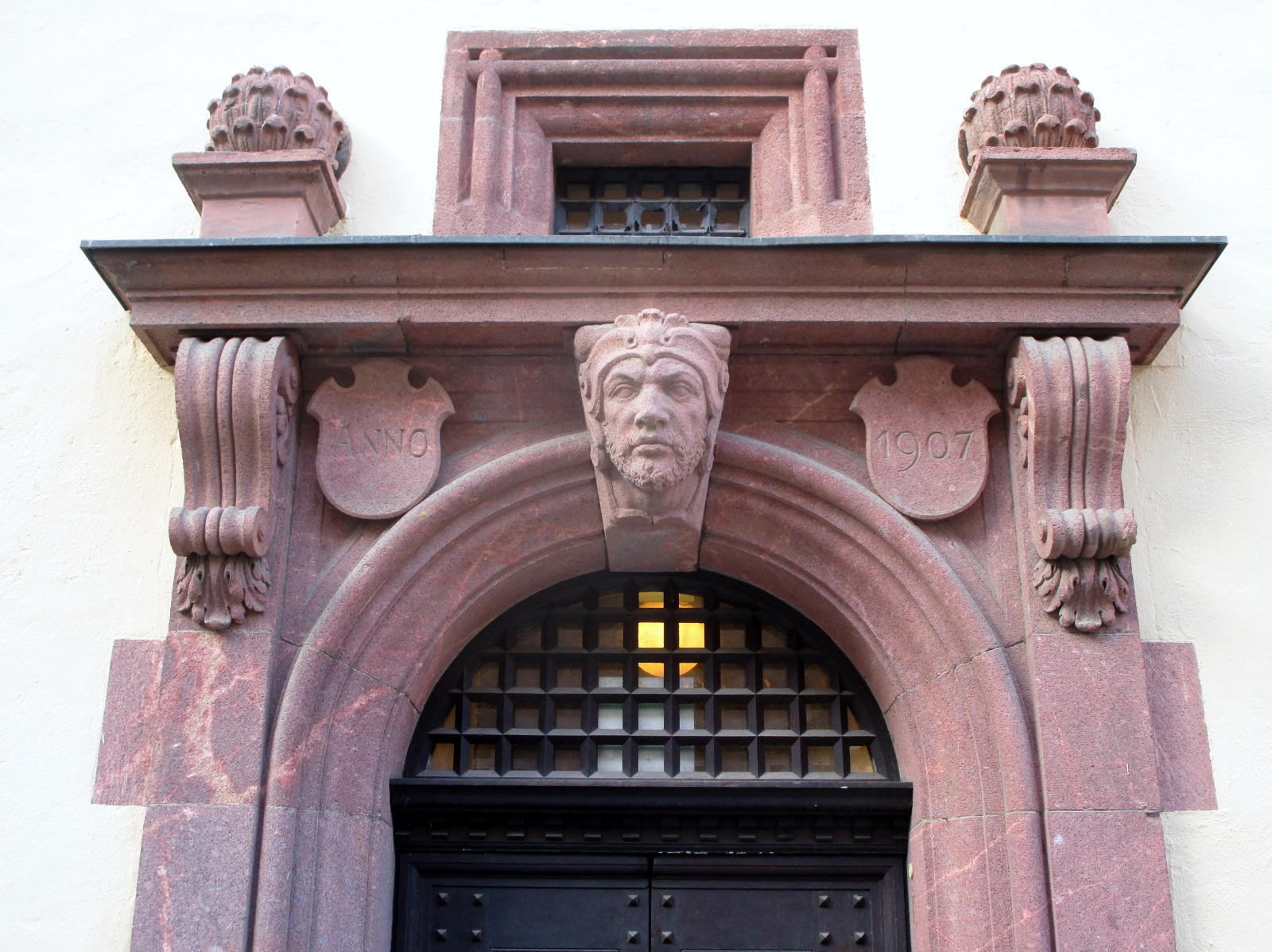
Chef de Scharenberg?

Malgré toute sa symétrie, il convient de noter que le bâtiment présente des éléments asymétriques surprenants, voir ci-dessous. Selon Wolfgang Hocquél, de telles asymétries sont une caractéristique de la Renaissance allemande. Essentiellement, l'ancien hôtel de ville est un bâtiment Renaissance, datant de 1556. Des ajouts supplémentaires ont été ajoutés pendant la période baroque, puis à nouveau de 1906 à 1909. Des parties des bâtiments précédents ont également été réutilisées.

## L'ancien hôtel de ville et le nombre d'or
Ce qui est remarquable, c'est la structure asymétrique du bâtiment de l'avant et de l'arrière, le divisant approximativement en nombre d'or. Lors des transformations effectuées par Hieronymus Lotter en 1556/57, les bâtiments existants et leurs fondations donnent à la façade ses dimensions actuelles. On suppose souvent que la tour de l'ancien hôtel de ville, qui est décalée latéralement vers la gauche, marque les proportions du nombre d'or du bâtiment. Cependant, la division réelle du front d'habitation vers le marché en termes de nombre d'or est réalisée par le centre du portail principal et du passage - situé de manière asymétrique par rapport à la tour. L'impression esthétique globale du bâtiment n'est pas affectée par ce fait lié à la hauteur de la tour.

## Dimensions (depuis 1909)
- Longueur totale (côté marché) : environ 93,2 mètres
- Longueurs des parties du bâtiment à gauche et à droite du passage (départ au milieu du passage, côté marché) : environ 35,8 mètres à gauche, environ 57,4 mètres à droite
- Largeur : environ 20,6 mètres
- Hauteur de la tour de la mairie : environ 41 mètres
- Longueur de l'inscription : environ 220 mètres

## Divers

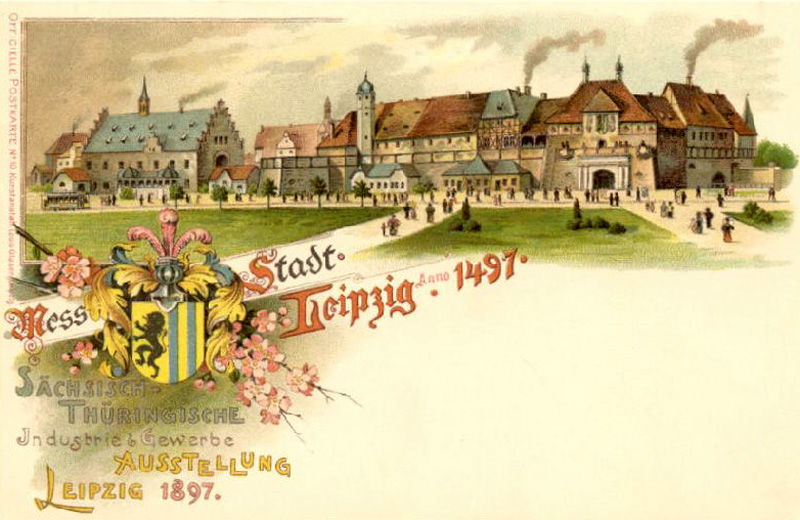
A gauche : Réplique de l'ancien hôtel de ville dans la version 1497

Lors de l'Exposition industrielle et commerciale saxonne-thuringienne de Leipzig en 1897, l'ancien hôtel de ville a été recréé dans sa taille d'origine, mais pas dans la version de 1556, mais de 1497.